# Channichthys richardsoni
Channichthys richardsoni is een straalvinnige vissensoort uit de familie van de krokodilijsvissen (Channichthyidae). De wetenschappelijke naam van de soort is voor het eerst geldig gepubliceerd in 2011 door Shandikov.